# Масляев, Анатолий Борисович
Анато́лий Бори́сович Масляев (26 ноября 1948 — 1 февраля 2000) — советский футболист, полузащитник.

## Карьера
Анатолий Масляев начал карьеру в Горьком в «Волге», в ней он также играл в период с 1974 по 1976 год. Потом перешёл в ЦСКА. Играл Масляев также за СКА (Ростов-на-Дону) и «Химик» из Дзержинска.